# Heteractis crispa
Heteractis crispa là một loài hải quỳ thuộc chi Heteractis trong họ Stichodactylidae. Loài này được mô tả lần đầu tiên vào năm 1834.

## Phạm vi phân bố và môi trường sống
Từ Biển Đỏ, phạm vi của H. crispa xuất hiện trải dài trên khắp khu vực Ấn Độ Dương - Thái Bình Dương, giới hạn phía bắc đến Nhật Bản, phía nam đến Singapore và Úc, xa về phía đông đến Polynésie thuộc Pháp.
H. crispa sống ở khu vực trầm tích mềm hoặc có nhiều cụm san hô. Thân của chúng vùi dưới nền đáy (nếu sống trên trầm tích), hoặc bám lên và căng rộng đĩa miệng giữa các nhánh san hô.

## Mô tả
Đĩa miệng có đường kính đạt đến 50 cm (hoặc hơn), nhưng kích thước phổ biến thường gặp là 20 cm, thường có màu tím hơi nâu hoặc xám, hiếm khi có màu xanh lục. Xúc tu rất nhiều (có thể đến 800 cái) và dài (thường dài đến 10 cm), màu trắng hoặc xám, thuôn nhọn, ngọn có màu cẩm quỳ hoặc xanh lam (hiếm khi là màu vàng hoặc xanh lục). Thân màu kem hoặc xám, có lớp keo dính, phần đế bám có thể lốm đốm vàng.
Hải quỳ non, đặc biệt là H. crispa, có màu sắc và hình thái rất khác so sánh với hải quỳ trưởng thành.

## Sinh thái học
Khi chạm vào hải quỳ sẽ làm xúc tu co lại , có thể co ngắn rất nhiều trong trường hợp không có cá hề sống cộng sinh.
H. crispa là một vật chủ được ưa thích của nhiều loài cá hề, bao gồm những loài sau đây:
- Amphiprion akindynos
- Amphiprion barberi
- Amphiprion bicinctus
- Amphiprion chrysopterus
- Amphiprion clarkii
- Amphiprion ephippium
- Amphiprion latezonatus
- Amphiprion melanopus
- Amphiprion ocellaris
- Amphiprion omanensis
- Amphiprion percula
- Amphiprion perideraion
- Amphiprion polymnus
- Amphiprion sandaracinos
- Amphiprion tricinctus

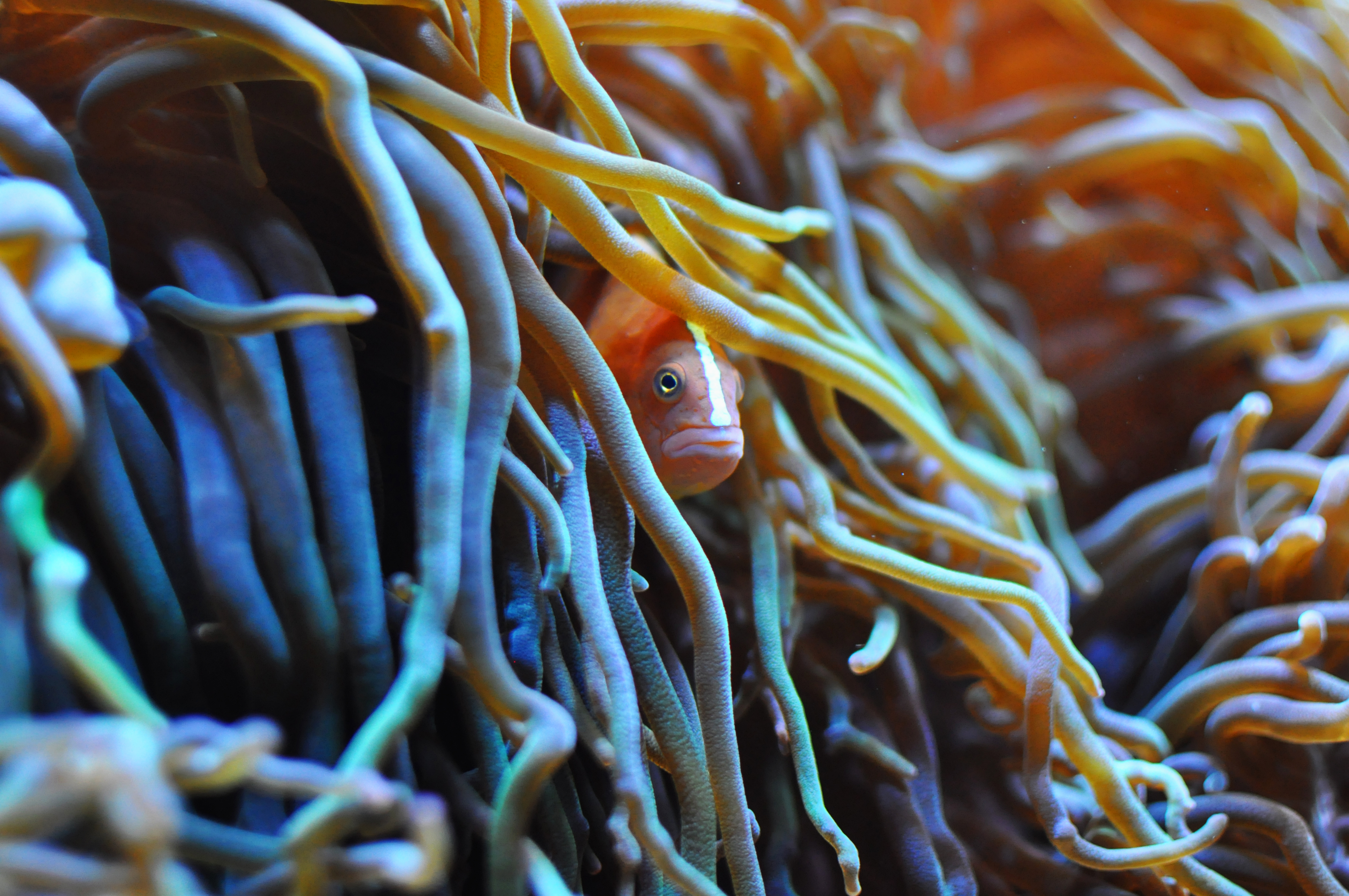
A. sandaracinos núp trong các xúc tu của H. crispa

Amphiprion leucokranos, một loài mà tình trạng phân loại chưa chắc chắn do có nguồn gốc lai tạp, cũng chọn H. crispa làm nơi cư trú. Nếu công nhận A. leucokranos là loài hợp lệ, thì đây sẽ là loài cá hề thứ 16 sống cộng sinh cùng với H. crispa. Amphiprion thiellei, nhiều khả năng là một giống lai như A. leucokranos, cũng được cho là sống cùng với loài hải quỳ này.
Cá thia của loài Dascyllus trimaculatus cũng chọn hải quỳ H. crispa để sống cộng sinh. H. crispa còn được biết đến với việc gây ra sự chuyển đổi màu sắc ở cá hề A. polymnus, làm chúng trở nên đen sẫm hơn.
Một nghiên cứu khảo sát về cá hề A. bicinctus và hai loài hải quỳ cộng sinh của chúng, H. crispa và Entacmaea quadricolor, được tiến hành dọc theo bờ biển bán đảo Sinai (phía bắc Biển Đỏ). Tại khu vực có mật độ H. crispa cao, loài hải quỳ này được chiếm giữ bởi A. bicinctus non, hoặc không có bất kỳ cá thể nào cư trú trong hải quỳ; ở khu mật độ thấp, H. crispa là nơi cư trú của những nhóm A. bicinctus non. Ngược lại, E. quadricolor lại là nhà của những cá thể trưởng thành sống đơn lẻ (nơi có mật độ E. quadricolor cao) hoặc những cặp cá sinh sản cùng bầy cá con (mật độ E. quadricolor thấp). Bởi vì H. crispa không đủ lớn để bảo vệ cá hề khỏi những loài ăn thịt khi trưởng thành nên chúng đã di cư sang E. quadricolor. H. crispa có thể chỉ đóng vai trò là nơi trú ẩn tạm thời dành cho cá con.

## Độc tố và tác dụng dược học
- Peptide loại Kunitz được chiết xuất từ hải quỳ H. crispa có thể chống viêm và chặn kênh kali[8].
- Protein RTX-A được phân lập từ H. crispa được ghi nhận là có thể gây độc tế bào đáng kể trên một số dòng tế bào ung thư ở người[9].
- Protein Hct-S3 có thể ngăn chặn sự di chuyển của tế bào ung thư đại trực tràng HT-29[10].